# 민물삿갓조개
민물삿갓조개(학명: Laevapex nipponicus)는 논, 연못, 하천 등에 서식하는 담수패류 중 가장 작은 종이다.

## 크기
각경 : 1.5mm
각고 : 1.5mm
각장 : 2.5mm

## 형태
패각은 삿갓모양이고, 반투명한 회백색을 띈다. 패각에는 생장맥이 나타나며, 각정이 뒤쪽의 오른쪽으로 치우치고, 앞쪽이 넓고 길다.

## 생태
논, 습지, 농수로, 인공호 등 유수역의 고이거나 유속이 빠르지 않은 느린 곳에 서식한다.
가끔씩 수족관에 수초에 딸려와서 폭번하는 경우가 있는데 막기가 힘들지만 그냥 놔두는것을 추천한다.

## 먹이
돌이나 수초 등에 붙어있는 부착조류나 유기물, 바닥의 찌꺼기 등을 먹는다.

## 분포
전국적으로 분포하며 유속이 느리거나 정체된 곳이라면 어디서든지 쉽게 관찰할 수 있다.

## 조개인가, 물달팽이인가
껍데기는 조개와 비슷하지만 속은 물달팽이와 유사하며 먹이를 먹는 습성도 같다. 따라서 조개보다는 물달팽이와 더 가깝다고 볼 수 있다.